# Dasyhelea pallidiventris
Dasyhelea pallidiventris är en tvåvingeart som först beskrevs av Maurice Emile Marie Goetghebuer 1931.  Dasyhelea pallidiventris ingår i släktet Dasyhelea och familjen svidknott. Inga underarter finns listade i Catalogue of Life.